# نيمي (ممثلة هندية)
نواب بانو (18 فبراير 1933 - 25 مارس 2020) ، اشتهرت باسمها المسرحي نيمي، كانت ممثلة ونجمة شاشة هندية وصلت إلى النجومية في الأفلام الهندية خلال الخمسينيات والستينيات وأوائل السبعينيات من القرن العشرين. كانت واحدة من أشهر الممثلات الرائدات في "العصر الذهبي" للسينما الهندية.
اكتسبت نيمي شعبية من خلال شخصيات متعددة مثل بنت قروية حسناء مفعمة بالحيوية، كما ظهرت في أنواع سينمائية متنوعة مثل الأفلام الخيالية والأفلام الاجتماعية.